# Công tước xứ Gordon
Công tước xứ Gordon (tiếng Anh: Duke of Gordon) là tước hiệu quý tộc Anh được tạo ra 2 lần, lần đầu thuộc về Đẳng cấp quý tộc Scotland và lần 2 thuộc Đẳng cấp quý tộc Vương quốc Liên hiệp Anh.
Tước hiệu được đặt theo tên của Thị tộc Gordon ở Scotland, lần đầu tiên được tạo ra vào ngày 3 tháng 11 năm 1684, để trao cho Hầu tước thứ 4 xứ Huntly. Trước đó ông ấy đã được trao các tước hiệu Hầu tước xứ Huntly, Bá tước xứ Huntly và Enzie, Tử tước xứ Inverness, và Lãnh chúa xứ Strathaven, Balmore, Auchindoun, Garthie và Kincardine. Vào ngày 2 tháng 7 năm 1784, Công tước thứ 4 được phong làm Bá tước xứ Norwich, thuộc Hạt Norfolk, và Nam tước Gordon, xứ Huntley thuộc Hạt Gloucester, trong Đẳng cấp quý tộc Đại Anh. Trụ sở chính của gia đình là Lâu đài Gordon. Tước vị Công tước đã biến mất vào năm 1836, cùng với tất cả các danh hiệu được tạo ra vào năm 1684 và 1784.
Hầu hết các điền trang của Gordon được chuyển cho con trai của chị cả của Charles Gordon-Lennox, Công tước thứ 5 xứ Richmond, có trụ sở chính là Goodwood House ở Sussex. Năm 1876, con trai của ông, Công tước thứ 6 xứ Richmond và Lennox, được phong làm Công tước xứ Gordon, của Lâu đài Gordon ở Scotland, và Bá tước xứ Kinrara, ở Hạt Inverness. Do đó, Công tước nắm giữ 4 tước vị Công tước (bao gồm cả tước hiệu Pháp là Công tước xứ Aubigny trong Đẳng cấp quý tộc Pháp không còn tồn tại), nhiều hơn bất kỳ quý tộc nào khác trong vương quốc.